# ピュージェット・サウンド海軍造船所
ピュージェット・サウンド海軍造船所（ピュージェット・サウンドかいぐんぞうせんじょ、Puget Sound Naval Shipyard and Intermediate Maintenance Facility、PSNS & IMF）は、アメリカ海軍の海軍工廠。179エーカー(0.7km2)の広さを持ち、南部はピュージェット湾につながるシンクレア入江と接する。西部はキトサップ海軍基地ブレマートン別館、北部と東部はブレマートンと接する。同造船所は北東太平洋における最大の海軍施設であり、ワシントン州最大の工業施設である。
ピュージェット・サウンド海軍造船所は艦艇のメンテナンス、近代化及び技術的後方支援を行う。

## 歴史

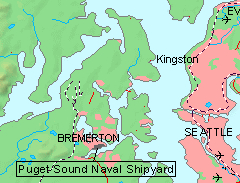
ピュージェット・サウンド海軍造船所の位置

ピュージェット・サウンド海軍造船所は1891年に海軍補給地として設立され、1901年には海軍工廠ピュージェット・サウンド (Navy Yard Puget Sound) と呼ばれた。第一次世界大戦中に同工廠は1,700隻の小型艇、25隻の駆潜艇、7隻の潜水艦、2隻の掃海艇、7隻の外航タグボートおよび2隻の給兵艦を建造した。
第二次世界大戦中、同工廠では主にアメリカ海軍及び連合国軍艦艇の修復や改装に注力した。修理改装された艦には、真珠湾で撃破されながらもサルベージされ、後にスリガオ海峡海戦で西村艦隊を迎え撃つことになる戦艦「テネシー」「メリーランド」「ネバダ」「カリフォルニア」「ウエストバージニア」や、空母の動員された戦いのほぼ全てに参加し、幾たびも破損しながらもその都度修理されて戦線を維持した空母「エンタープライズ」などがある。
同工廠の最も特徴的な建造物は1933年に建造された巨大な緑の槌形クレーンである。クレーンは250トンの釣り上げ能力を持ち、高さ250フィート、幅80フィートの大きさがある。クレーンは主として艦艇のオーバーホール、分割した構造物のつり上げに使用される。
第二次世界大戦後、同工廠はピュージェット・サウンド海軍造船所と改称された。同造船所は従来の航空母艦をアングルド・デッキ化する近代化プログラムを担当し、朝鮮戦争が始まるとモスボール処理され保管された艦艇の再活性化に従事した。1950年代末には新型フリゲートの建造が始められる。1965年に建造された「スカルピン」(USS Sculpin, SSN-590) は同造船所で建造された最初の原子力潜水艦であった。

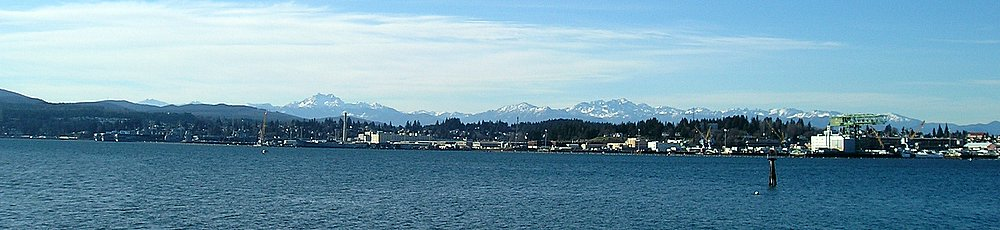
ポート・オーチャードから見たピュージェット・サウンド海軍造船所。モスボール処理された艦艇は左側に、右側には槌型クレーンが見える。

1990年に海軍はピュージェット・サウンド海軍造船所における原子力艦の再利用計画 (Ship/Submarine Recycling Program, SRP) を認可した。同造船所における作業のおよそ25%は艦艇の不活性化と原子炉コンパートメントの処分、船体の再利用である。同計画は原子力船の不活性化と再利用を環境上安全に行う方法を開拓した。ほか、同造船所にアメリカ海軍退役艦艇をモスボール状態で保管している。それらの艦艇は必要に応じて再就役することができる。
ピュージェット・サウンド海軍造船所は1992年にアメリカ合衆国国定歴史建造物に指定された。